# Agrostis nebulosa
Agrostis nebulosa es una especie de planta herbácea de la familia de las poáceas. 

## Descripción
Son plantas anuales. Tiene tallos de 10-50 cm de altura, glabros. Hojas con lígula de 2-3 mm, oblonga, obtuso-dentada, y limbo de 3-10 cm x 1-3 mm, plano. Panícula laxa y difusa, con ramas y pedúnculos divaricados, casi lisos. Pedúnculos de 2 a 6 veces más largos que las espiguillas, capilares, marcadamente engrosados en el ápice. Espiguillas de 1-1,7 mm. Glumas subiguales, obtusas o subagudas, con margen escarioso y quilla con algunos aguijones. Lema de 0,4-0,6 mm, de hasta 1/3 de la longitud de las glumas, truncado-dentada, con 5 nervios apenas marcados, glabra, generalmente mútica, rara vez con una arista dorsal de  2 mm, geniculada, e inserta cerca de la base. Pálea de al menos 2/3 de la longitud de la lema. Anteras de c. 1 mm. Cariopsis de  1 x 0,4 mm, transversalmente rugosa. Florece de junio a julio.
CitologíaNúmero de cromosomas de Agrostis nebulosa (Fam. Gramineae) y táxones infraespecíficos: n=7+1B

## Distribución y hábitat
Se encuentra en los pastizales en zonas altas. Se distribuye por la península ibérica en la Subbética cordobesa y el Norte de África.

## Taxonomía
Agrostis nebulosa fue descrita por Boiss. & Reut. y publicado en Diagnoses Plantarum Novarum Hispanicarum 26. 1842.
Sinonimia
- Neoschischkinia nebulosa (Boiss. & Reut.) Tzvelev	[4][5]

Etimología
Ver: Agrostis
nebulosa: epíteto latino que significa "brumosa, nublada".

## Nombres comunes
- Castellano: algarabía, algarabías, barreplatos, barresantos, barrresantos, ceacilla, ceacillo, ceacinas, cecilia, ciacillo, ciacina, cosquillinas, escoba barresantos, escobas de polvillo, escobilla, escobillas, heno, mijo, plumeros, polvillo, vallico.[7]